# British Longhair
El british longhair es una raza de gato doméstico de tamaño medio y pelo medio largo, originaria de Gran Bretaña. 
El british longhair es un desarrollo de pelo largo de la antigua raza british shorthair. A mediados del siglo XX, los británicos de pelo corto se cruzaron con variedades importadas de pelo largo, como el angora turco y lo que hoy se llama el persa tradicional, con el objetivo de producir un stock más robusto y de cara redonda, al tiempo que conservan el pelaje corto. Como resultado de esta hibridación, los criaderos británicos han producido con frecuencia (generalmente no deseados) especímenes de pelo semilargo entre sus camadas. En años más recientes, estos han sido criados intencionalmente (a menudo fuera del Reino Unido) entre sí y, a veces, con british shorthairs estándar, para establecer una raza británica de pelo largo formal y consistente.

## Reconocimiento de la raza
La raza tras un reconocimiento preeliminar, está plenamente reconocida desde 2017 en las dos principales organizaciones de cat fancy en el Reino Unido, el Governing Council of the Cat Fancy y Felis Britannica (la rama británica de Fédération Internationale Féline). La raza se denomina British Longhair, y su estandar está definido desde su reconocimiento.   
La Feline Federation Europe (FFE) los llama (en el mismo estándar de raza), la variante británica de pelo largo, el Highlander y el Highland Straight. Sin embargo, los últimos dos de esos nombres ya han sido utilizados por otros registros para referirse a gatos completamente diferentes. El Highlander (con una variante, el Highlander Shorthair) es en realidad un desarrollo del American Curl, y no está estrechamente relacionado con las razas británicas; Es un gato muy grande, con orejas cerradas, a menudo curvadas hacia arriba. El Highland Straight, una raza británica, es en realidad la variante de orejas rectas del Highland Fold; juntos, son las versiones de pelo largo de Scottish Straight y Scottish Fold, respectivamente. (TICA utiliza una terminología diferente: Scottish Fold, Scottish Fold Longhair, Scottish Straight y Scottish Straight Longhair, para evitar confusiones con el Highlander.) 

## Salud
Los British Longhair pueden ser propensos a la obesidad si se castran o se mantienen como gatos solo en interiores.     
Como la mayoría de los gatos de pelaje largo, requieren cepillarse o son propensos a enredarse. El otoño y el invierno son las estaciones en las que tienen el mayor riesgo de enredos porque su pelaje se espesa en preparación para el invierno.     
La raza, al igual que otras derivadas del persa, incluido el persa, tiene un mayor riesgo de enfermedad renal poliquística hereditaria (PKD), especialmente la enfermedad renal poliquística autosómica dominante (ADPKD).